# Daihinibaenetes arizonensis
Daihinibaenetes arizonensis é uma espécie de insecto da família Rhaphidophoridae.
É endémica dos Estados Unidos da América.